# Rengasdengklok Selatan
Rengasdengklok Selatan is een bestuurslaag in het regentschap Karawang van de provincie West-Java, Indonesië. Rengasdengklok Selatan telt 22.093 inwoners (volkstelling 2010).